# Sudamericano Juvenil A de Rugby 2010
El Sudamericano Juvenil A de Rugby del 2010 fue el torneo disputado en Santiago del Estero (Argentina) integrado por las 5 selecciones de menores de 19 años (M19) del nivel A afiliadas a la Confederación Sudamericana de Rugby. Contó de 1 fase en la que Chile enfrentó a Brasil y Uruguay a Paraguay; 3 días más tarde jugaron Brasil contra Paraguay en calidad de perdedores y Chile contra Uruguay al ser los vencedores. La segunda fase, fue el torneo propiamente dicho en la que Argentina esperó a Chile y a Uruguay clasificados por sus actuaciones en el Juvenil A del 2009.

## Equipos participantes
- Selección juvenil de rugby de Argentina (Pumas M19)
- Selección juvenil de rugby de Brasil
- Selección juvenil de rugby de Chile (Cóndores M19)
- Selección juvenil de rugby de Paraguay (Yacarés M19)
- Selección juvenil de rugby de Uruguay (Teros M19)

## Primera Fase[1]

### Resultados

#### Primera Fecha[2]
| 9 de setiembre 15:00 | Uruguay | 41 - 12 | Paraguay | cancha de Old Lions, Santiago del Estero, Argentina |  |
|                      |         |         |          | Árbitro(s): Ariel Burgos                            |  |

| 9 de setiembre 16:30 | Chile | 47 - 0 | Brasil | cancha de Old Lions, Santiago del Estero, Argentina |  |
|                      |       |        |        | Árbitro(s): Víctor Riera                            |  |

#### Segunda Fecha[3]
| 12 de setiembre | Paraguay | 27 - 15 | Brasil |                          |  |
|                 |          |         |        | Árbitro(s): Víctor Riera |  |

| 12 de setiembre | Uruguay | 66 - 18 | Chile | Santiago Lawn Tennis Club, Santiago del Estero, Argentina |  |
|                 |         |         |       | Árbitro(s): Marcelo Albaca                                |  |

## Segunda Fase

### Posiciones
| Pos. | Equipo    | Encuentros | Encuentros | Encuentros | Encuentros | Tantos  | Tantos    | Tantos     | Puntos |
| Pos. | Equipo    | jugados    | ganados    | empatados  | perdidos   | a favor | en contra | diferencia | Puntos |
| ---- | --------- | ---------- | ---------- | ---------- | ---------- | ------- | --------- | ---------- | ------ |
| 1    | Argentina | 2          | 2          | 0          | 0          | 125     | 12        | + 113      | 6      |
| 2    | Uruguay   | 2          | 1          | 0          | 1          | 78      | 42        | + 36       | 3      |
| 3    | Chile     | 2          | 0          | 0          | 2          | 167     | 18        | - 149      | 0      |

Nota: Se otorgan 3 puntos al equipo que gane un partido, 1 al que empate y 0 al que pierda

### Resultados[4]

#### Primera Fecha
| 15 de setiembre | Uruguay | 12 - 24 | Argentina |                              |                              |
|                 |         | Reporte |           | Árbitro(s): Felipe Balbontín | Árbitro(s): Felipe Balbontín |

#### Segunda Fecha
| 18 de setiembre | Chile | 0 - 101 | Argentina |                           |                           |
|                 |       | Reporte |           | Árbitro(s): Luis Caviglia | Árbitro(s): Luis Caviglia |

| Bandera de Argentina   |
| Campeón Argentina      |
| Vigésimo cuarto título |

## Clasificación al Trofeo Mundial
El seleccionado de Teritos clasificó al Trofeo Mundial de Rugby Juvenil de la edición del 2011 al vencer a Cóndores M19 en la segunda fecha por 66 - 18.